# Karl Müller (Bildhauer)
Karl Hubert Maria Müller (* 15. August 1844 in Remagen, Rheinprovinz; † 1909) war ein deutscher Bildhauer.

## Leben
Karl Müller war Sohn des Historienmalers Andreas Müller und dessen Ehefrau Maria Katharina, geborene Schweden (1814–1883). Sein Großvater war der Maler Franz Hubert Müller, sein Onkel der Maler Karl Müller, sein Bruder der Maler Franz Müller.
Er studierte Bildhauerkunst an der Kunstakademie Düsseldorf unter August Wittig. Anschließend bildete er sich in München weiter. Er lebte zuletzt in Düsseldorf.
Müller schuf Figuren und Reliefs sowie Porträtbüsten, darunter ein Bildnis Wilhelms I. für den Fürsten von Hohenzollern-Sigmaringen und 1895 ein Bildnis des Richters und Mäzens Oskar Aders für das Rathaus Düsseldorf.